# Kronologija Domovinskog rata: srpanj 1991.

### 1. srpnja
- Stjepan Mesić postao Predsjednik Predsjedništva Jugoslavije.[1]
- General JNA Života Avramović imenovan komandantom Pete vojne oblasti JNA.[1]
- Jedinice JNA u Sloveniji započinju povlačenje u svoje kasarne.[1]
- M. Vukas ubijen na terorističkoj blokadi u Ogulinu.[1]
- Tri člana jugoslavenske obavještajne službe KOS-a uhićeni u Virovitici.[1]
- U Zagrebu potpisan protokol o diplomatskim odnosima Hrvatske i Grčke.[1]
- U Kljajićevu, selu kraj Sombora, premlaćivanjem ubijen čuvar župnog ureda Johann Raab. Vojvodinu napustilo 17.000 Hrvata.[1]
- Nastave li Srbi ovako u BiH, Europa će dobiti dva milijuna gnjevnih, prognanih europskih Palestinaca, izjavio je Tilman Zulch, predsjednik Društva za ugrožene narode iz Goetingena.[1]

### 2. srpnja
- Na zasjedanju EZ-a u Rimu odlučeno da se u Jugoslaviju pošalju promatrači.[1]
- Geleral JNA Blagoje Adžić, vrhovni komandant JNA, proglašava nastavak rata protiv Slovenije.[1]
- Borbeni avioni JNA uništavaju tri televizijska odašiljača koji pripadaju RTV Sloveniji.[1]
- General JNA Bajić imenovan komandantom jedinice Petog vazduhoplovnog korpusa JNA.[1]
- Zagrebčani pokušali zapriječiti izlazak sedam tenkova JNA iz kasarne u Novom Zagrebu. Jedan civil i dva vojnika JNA ubijeni, a devet civila ranjeno.[1]
- Šime Đodan imenovan ministrom obrane Republike Hrvatske, a Onesin Cvitan ministrom unutarnjih poslova.[1]

### 3. srpnja
- Ovaj se nadnevak uzima za početak otvorene velikosrpske agresije na Hrvatsku. Kolona od 60-ak tenkova i oklopnih transportera praćena vojnicima i rezervistima “JNA”, te srpskim dragovoljcima i četnicima, prešla je preko mosta kod Batine Dunav i s područja Vojvodine ušla u Baranju, gdje su ih dočekali domaći četnici krajišnici čiji su štabovi TO bili spremni za zajedničke akcije protjerivanja svih nesrba. Otvorena agresija uslijedila je nakon razdoblja “tihe okupacije”. Tiha okupacija na sjeveroistiku Hrvatske bila je od na djelu od veljače i neuspjelog državnog udara (koji su Srbija i “JNA” pokušali poslije prikazivanja poznatog montiranog filma SSNO o “naoružavanju paravojnih formacija HDZ-a u Hrvatskoj” 25. siječnja). Uslijedile su svakodnevne provokacije naletima borbenih zrakoplova “JNA” koji su u više navrata povrijedili i mađarski zračni prostor, zbog čega su od tamo zaprijetili vojnom intervencijom. Okupacija Baranje u potpunosti je završena padom Bilja 3. rujna.Zlatko Pinter: Početak otvorene agresije na Hrvatsku i okupacije Baranje , Kamenjar.com.  1. srpnja 2019. Pristupljeno 2. srpnja 2019.[1]
- Američki senator Bob Dole savjetuje predsjednika SAD-a Georga Busha da formira specijalne postrojbe koje bi intervenirale u Sloveniji i Hrvatskoj.[1]

### Pravne posljedice
Prema stručnjacima za međunarodno pravo, među koje spada i hrvatski akademik Davorin Rudolf, okupacija Baranje od 3. srpnja 1991. godine je službeni početak rata između republikâ Srbije i Hrvatske. Dotadašnji okršaji, u Pakracu, Plitvicama, Borovu selu, zatim istočnoj Slavoniji i na Banovini prema takvim tumačenjima su pobuna odnosno ili pak unutarnji sukobi pobunjene manjine protiv legalnih vlasti. Ulazak tenkova i okupacija Baranje je oružani sukob dviju država, odnosno agresija Republike Srbije, a Hrvatska je tad već bila druga država, jer je Hrvatski sabor 25. lipnja 1991. godine proglasio državnu neovisnost i suverenost.

### 4. srpnja
- Srpske neregularne jedinice napale hrvatske gardiste i policajce u Borovu Naselju i pri tom ubile 10 civila i ranile još deset.[1]
- Srpske neregularne jedinice na Baniji napale hrvatsku Policijsku postaju u Kozibrodu.[1]
- Jugoslavensko predsjedništvo objavljuje ultimatum u kojem se kaže da Slovenija treba uspostaviti državne poslove kakvi su bili prije rata.[1]
- Hrvatska športska federacija zahtijeva od svojih članova da ne nastupaju ni u kojoj jugoslavenskoj športskoj ekipi.[1]

### 5. srpnja
- Hrvatska Vlada zahtijeva od JNA da se povuče u svoje kasarne na hrvatskom teritoriju.[1]
- Europska zajednica odlučila poslati mirovnu misiju u Jugoslaviju.[1]
- Ministarsko vijeće Europske zajednice odlučilo poslati ponovno u Beograd svoja tri vrhunska predstavnika.[1]
- General Tomislav Simović imenovan komandantom Treće vojne oblasti.[1]

### 6. srpnja
- Sovjetski predsjednik Mihail Gorbačov šalje poruku predsjedniku Tuđmanu glede rezolucije o jugoslavenskoj krizi.[1]
- Jugoslavenski ministar obrane Veljko Kadijević i srpski predsjednik Slobodan Milošević pojavljuju se na beogradskoj televiziji, te pozivaju građane na obranu Jugoslavije.[1]
- Hrvatske snage uhitile 13 srp-skih terorista koji su sudjelovali u napadu na Borovb Naselje.[1]
- Neidentificirana grupa terorista dignula u zrak željezničku prugu u Pakracu.[1]

### 7. srpnja
- Nizozemski, belgijski i portugalski ministri vanjskih poslova potpisali na Brijunima deklaraciju koju su trebale prihvatiti predstavnici Slovenije i federalne vlasti.[1]
- Mještani sela Ćelije natjerani na bijeg nakon što su ih napale srpske terorističke jedinice. - U Tenji kod Osijeka žestok sukob između hrvatskih snaga i srpskih terorista kojima su pomogle oklopne jedinice JNA i spasile ih od poraza.[1]

### 9. srpnja
- Srpski teroristi ubili hrvatskog gardistu Jerka Bukića u slavonskom selu Aljmašu.[1]
- Tenkovi JNA blokirali Policijsku postaju u Glini.[1]
- Mobilizacija Jugoslavenske armije započinje u Crnoj Gori.[1]
- Mađarski premijer Antal objavljuje da Vojvodina ne mora ostati dio Srbije nakon rješavanja jugoslavenske krize.[1]

### 10. srpnja
- Europska zajednica, prema odluci Brijunskog sporazuma, odlučila poslati 30-50 civila kako bi promatrali situaciju.[1]
- Slovenski predsjednik Kučan i hrvatski predsjednik Tuđman opominju da se JNA ne pridržava dogovora postignutih zajedno s Europskom zajednicom.[1]
- Trideset hrvatskih generala, bivših pripadnika JNA, osudili JNA zbog ratnih djelovanja.[1]
- Albanija stavila svoju armiju u stanju pripravnosti.[1]
- Ilegalna i nasilna mobilizacija u redove JNA počinje se provoditi u Bosni i Hercegovini.[1]
- Boris Jeljcin imenovan predsjednikom Rusije.[1]

### 11. srpnja
- Srpske neregularne jedinice napale policijsku patrolu blizu Zadra. Pri tom su ubili policajca Ivicu Juricu, a trojicu ranili.[3]
- u policijskoj akciji koja je trajala 10 sati, osječka policija uhitila grupu srpskih terorista.[gdje?][3]
- Mirovna misija Europske zajednice doputovala u Zagreb.[3]
- Parlament Bosne i Hercegovine prihvatio Brijunski sporazum.[3]

### 12. srpnja
- Američki Senat odobrio rezoluciju o Jugoslaviji koja podržava demokratske procese u Sloveniji i Hrvatskoj.[3]
- Srpske neregularne jedinice u Borovom Selu zaštićene Jugoslavenskom narodnom armijom opljačkale stočnu farmu Lovas.[3]
- Federalno ministarstvo obrane protivi se odluci federalne jugoslavenske vlade i ne dopušta otvaranje slovenskih aerodroma.[3]

### 13. srpnja
- Ubijen hrvatski policajac Zvonko Mikolčević, a sedmorica drugih ranjeno prilikom napada srpskih terorista na policijske postaje u Dragotincima i Kraljevčanima.[3]
- Jugoslavenski borbeni zrakoplovi tri puta raketirali položaje Hrvatske vojske u Dergaju pokraj Vukovara.[3]
- Jugoslavensko Predsjedništvo prihvatilo Brijunski sporazum.[3]
- Stranka demokratske akcije sa Sandžaka objavila da će se u toj regiji održati referendum.[3]
- Predstavnici Europske zajednice, federalne jugoslavenske vlade, Slovenije i Hrvatske potpisali Sporazum razumijevanja glede djelatnosti Promatračke misije Europske zajednice u Jugoslaviji.[3]

### 15. srpnja
- Hrvatska Vlada predložila plan za rješavanje jugoslavenske krize od pet točaka.[3]
- Srpski teroristi pod zaštitom JNA napali policijske postaje MUP-a RH u Kozibrodu, Glini i Topuskom - dvije su osobe ubijene, a šesnaest ih je ranjeno.[3]
- Srpski teroristi iz Silaša koriste minobacače za napad na selo Korog, nastanjeno pretežno Mađarima.[3]
- Prethodnici Promatračke misije EZ stigli u Zagreb.[3]

### 16. srpnja
- Srpski blok u Predsjedništvu SFRJ spriječio brijunsku sjednicu.[3]
- Srpski teroristi ranili američkog TV novinara Ivana Stankovića blizu Hrvatske Kostajnice.[3]

### 18. srpnja
- Jugoslavensko Predsjedništvo glasovalo za povlačenje federalne armije iz Slovenije.[3]
- Hrvatski predsjednik Tuđman posjetio Njemačku, te se sastao s kancelarom Kholom i ministrom vanjskih poslova Genscherom.[3]

### 19. srpnja
- Srpski teroristi iz Mirkovaca napali Vinkovce i tom prilikom ranili pet osoba, među njima i devetogodišnju Patriciju Perić.[3]
- Policajac Slavko Cetinjanin ubijen na cesti Otočac - Senj.[3]

### 20. srpnja
- Američki State Department i Europska zajednica složili se s odlukom o povlačenju federalne armije iz Slovenije.[3]
- Velika grupa srpskih terorista napala selo Majur pokraj Hrvatske Kostajnice.[3]
- Prilikom napada na Vinkovce, dva pripadnika hrvatskih obrambenih snaga ranjena snajperskim mecima.[3]

### 21. srpnja
- Srpski teroristi zajedno s JNA teškim topništvom napali Erdut.[4]
- Ranjen hrvatski policajac, a nekoliko kuća uništeno prilikom srpskog granatiranja banijskog sela Struga.[4]
- U Petrinju stiglo 830 mještana okolnih sela, uglavnom Hrvata, bježeći pred srpskim teroristima.[4]
- Srpski teroristi u vojvođanskom selu Stari Slankamen, iz jurećih automobila, bacaju bombe na hrvatske kuće. Ozlijeđena majka predsjednika Hrvatske stranke u Vojvodini.[4]
- Van den Broek imenovao Henryja Weinandtsa pregova-račem Europske zajednice.[4]

### 22. srpnja
- Avioni JRV raketirali položaje hrvatskih gardista u Novim Čakovcima, ubivši pritom 3 hrvatska branitelja.[4]
- Kao protest protiv kontinuiranih terorističkih djelovanja protiv Hrvatske, hrvatski predsjednik dr. Franjo Tuđman napustio sjednicu Predsjedništva Jugoslavije koja se održava u Ohridu u Makedoniji.[4]
- Zaustavljen željeznički promet između Zagreba i Beograda.[4]

### 23. srpnja
- Hrvatska formalno zatražila strane promatrače, te osudila djelovanja JNA protiv hrvatske Vlade.[4]
- Američki State Department izražava duboku zabrinutost zbog rastuće agresije u Hrvatskoj.[4]
- Austrijski ministar vanjskih poslova Alois Mock izrazio potrebu slanja mirovnih snaga u Hrvatsku.[4]

### 24. srpnja
- Iz hrvatskog sela Plastova pokraj Šibenika zbog terorističkih napada evakuirani mještani Hrvati.[4]
- Niži časnici JNA, preobučeni u civilnu odjeću, ubili dvojicu hrvatskih gardista u Vinkovcima.[4]
- Iz kasarni u Osijeku dezertiralo 85 vojnika JNA.[4]

### 25. srpnja
- JNA topništvom napala Policijski centar za obuku u Erdutu pokraj Osijeka. Pri tom ubijeno 9 (devet) hrvatskih policajaca, a ranjeno njih 17 (sedamnaest).[4]
- Srpske neregularne jedinice granatama napale Kozibrod i Prekopakru kraj Gline.[4]
- Europska zajednica pripravna proširiti mandat promatračima i na Hrvatsku.[4]
- Tijekom srpnja, 82 vojnika i časnika dezertirala iz JNA iz kasarni u Vinkovcima.[4]

### 26. srpnja
- Koordinirani napadi srpskih neregularnih jedinica na hrvatska mjesta Hrvatsku Kostajnicu, Kozibrod, Glinu, Viduševac, Prekopakru; a po prvi puta služe se i topovima.[4]
- Jugoslavensko Predsjedništvo naređuje hitan prestanak agresije.[4]
- Tenk JNA u Hrvatskoj Kostajnicj pregazio automobil u kojem su bila četiri hrvatska policajca.[4]
- Predsjednišvo Bosne i Hercegovine zabranilo slanje novih regruta u JNA.[4]
- Ministri Europske zajednice predložili mirovnu konferenciju o Jugoslaviji.[4]
- U Dubrovniku počeo summit šest europskih zemalja poznatih pod imenom Heksagonala.[4]
- Godišnji filmski festival u Puli otkazan zbog sigurnosnih razloga.[4]

### 27. srpnja
- U borbama na Baniji ubijeno 10 hrvatskih policajaca, jedinice MUP-a Republike Hrvatske, pod tenkovskim napadima JNA, morale napustiti Glinu.[4]
- Sedam novinara preplivalo rijeku Glinu u bijegu pred srpskim teroristima.[4]
- Sa svojih položaja u Bratiškovcima, srpski teroristi ispaljuju oko 100 granata dnevno na okolna sela.[4]

### 28. srpnja
- Srpski teroristi opljačkali i spalili hrvatsko selo Strugu, a mještane divljački poubijali.[4]

### 29. srpnja
- Hrvatska Vlada zahtijeva istragu o odgovornosti za zločine počinjene u Hrvatskoj, naročito na Baniji.[4]
- Ministarsko vijeće Europske zajednice u Bruxellesu odlučilo proširiti mandat promatračima, uključujući i mandat u Hrvatskoj.[4]
- Prilikom napada na Vukovar s teritorija Vojvodine, dva su civila poginula, a četvorica ranjena.[4]
- Iz jurećeg automobila bačene dvije bombe na policijsku postaju u Belom Manastiru.[4]
- Erdutski dvorac, spomenik kulture visoke kategorije, oštećen prilikom napada ratnih brodova JNA s Dunava.[4]
- Potpredsjednik jugoslavenskog Predsjedništva Branko Kostić posjetio Borovo Selo blizu Vukovara, bazu srpskih terorističkih snaga u Slavoniji.[4]
- Makedonski parlament (Sobranje) zahtijeva povlačenje vojnika JNA makedonske nacionalnosti koji se nalaze na bojištima u Hrvatskoj.[4]

### 30. srpnja
- Litvanski parlament priznao suverenitet Hrvatske i Slovenije.[4]
- Predsjednik jugoslavenskog Predsjedništva Stipe Mesić napustio sjednicu Predsjedništva u znak protesta protiv izbora pristranog Branka Kostića za predsjednika komisija za nadgledanje provođenja prekida vatre u Hrvatskoj.[4]
- Hrvatski nogometni klubovi odlučili ne sudjelovati u jugoslavenskoj nogometnoj ligi dok traje rat u Hrvatskoj.[4]
- Hrvatska i Albanija potpisale dogovor o ekonomskoj suradnji.[4]

### 31. srpnja
- Stanovnici Hrvatske Kostajnice, u koloni dugoj nekoliko kilometara, napustili svoje domove.[4]
- Razlaz na sjednici jugoslavenskog Predsjedništva: Hrvatska i Slovenija zahtijevaju hitan dolazak promatrača Europske zajednice u Hrvatsku i Sloveniju, a srpsko-crnogorska koalicija je protiv toga.[4]
- Srpski teroristi topništvom napali hrvatska mjesta Blinjski Kut i Komarevo pokraj Siska.[4]
- Katolički biskupi Hrvatske pozivaju agresore da odmah polože oružje, a hrvatske dužnosnike da mole za mir.[4]
- Delegacija Mađara iz istočne Slavonije razgovarala s predsjednikom Tuđmanom o nepodnošljivim životnim uvjetima u kojima žive okruženi srpskim selima[4]